# Denis Vrain-Lucas
Denis Vrain-Lucas, född 1818, död 1880, var en fransk dokumentförfalskare.
Lucas av bondson från Châteaudun, och ficke endast ringa skolutbildning. 1852 begav han sig till Paris, där han började tillverka förfalskade dokument med mera, först för en markis du Prat, som ansåg sig behöva styra sitt släktskap med en kardinal på 1500-talet. Uppmuntrad sina framgångar, fortsatte Vrain-Lucas sin verksamhet, vars höjdpunkt inträffade då han till matematikern och astronomen Michel Chasles sålde omkring 30.000 brev bland annat av Blaise Pascal, innehållande upptäckten av gravitationen 35 år före Newton. Vrain-Lucas uppgav sig ha erhållit breven av släktingar till en greve Boisjourdain, som omkom under skeppsbrott på väg till Amerika. "Breven" väckte ett oerhört uppseende, misstänktes av några forskare som oäkta, och inledda undersökningar bekräftade slutligen detta. Vrain-Lucas dömdes till två års fängelse.